# Campeonato Mundial de Atletismo de 2015 - Salto triplo masculino
A prova do salto triplo masculino do Campeonato Mundial de Atletismo de 2015 foi disputada entre 26 e 27 de agosto no Estádio Nacional de Pequim, em Pequim.

## Recordes
Antes desta competição, os recordes mundiais e do campeonato nesta prova eram os seguintes:
| Tipo                  | Atleta           | Distância | Local      | Data                | Ref |
| --------------------- | ---------------- | --------- | ---------- | ------------------- | --- |
|                       | Jonathan Edwards | 18,29     | Gotemburgo | 7 de agosto de 1995 | ver |
| Recorde do campeonato | Jonathan Edwards | 18,29     | Gotemburgo | 7 de agosto de 1995 | ver |

## Medalhas
| Ouro                   | Prata                      | Bronze             |
| Christian Taylor (USA) | Pedro Pablo Pichardo (CUB) | Nelson Évora (POR) |

## Cronograma
Todos os horários são locais (UTC+8).
| Data         | Hora  | Evento        |
| ------------ | ----- | ------------- |
| 26 de agosto | 10:00 | Eliminatórias |
| 27 de agosto | 19:10 | Final         |

## Resultados

### Eliminatórias
Qualificação: 17,00 m (Q) e pelo menos 12 melhores (q) avançam para a final. 
| Colocação | Grupo | Atleta                 | Nacionalidade   | # 1   | # 2   | # 3   | Marca | Notas |
| --------- | ----- | ---------------------- | --------------- | ----- | ----- | ----- | ----- | ----- |
| 1         | A     | Pedro Pablo Pichardo   | Cuba            | 16.94 | x     | 17.43 | 17.43 | Q     |
| 2         | B     | Christian Taylor       | Estados Unidos  | 16.77 | 17.28 |       | 17.28 | Q     |
| 3         | A     | Marian Oprea           | Roménia         | 17.07 |       |       | 17.07 | Q, SB |
| 4         | A     | Omar Craddock          | Estados Unidos  | 16.69 | 17.01 |       | 17.01 | Q     |
| 5         | B     | Nelson Évora           | Portugal        | x     | 16.68 | 17.01 | 17.01 | Q     |
| 6         | A     | Dmitriy Sorokin        | Rússia          | 16.99 | x     | –     | 16.99 | q     |
| 7         | B     | Lyukman Adams          | Rússia          | x     | 16.85 | 16.50 | 16.85 | q     |
| 8         | B     | Benjamin Compaoré      | França          | x     | x     | 16.82 | 16.82 | q     |
| 9         | A     | Jonathan Drack         | Ilhas Maurícias | 16.79 | 13.28 | x     | 16.79 | q     |
| 10        | B     | Godfrey Khotso Mokoena | África do Sul   | 16.78 | x     | 16.78 | 16.78 | q     |
| 11        | A     | Tosin Oke              | Nigéria         | x     | 14.70 | 16.74 | 16.74 | q     |
| 12        | B     | Leevan Sands           | Bahamas         | 16.60 | 16.69 | 16.73 | 16.73 | q     |
| 13        | B     | Marquis Dendy          | Estados Unidos  | 14.36 | 16.73 | 16.32 | 16.73 |       |
| 14        | A     | Kim Deok-hyeon         | Coreia do Sul   | 16.57 | 16.57 | 16.72 | 16.72 |       |
| 15        | A     | Cao Shuo               | China           | 16.66 | 16.66 | 16.51 | 16.66 |       |
| 16        | A     | Georgi Tsonov          | Bulgária        | x     | x     | 16.59 | 16.59 |       |
| 17        | B     | Rumen Dimitrov         | Bulgária        | x     | 16.53 | 16.19 | 16.53 |       |
| 18        | B     | Dong Bin               | China           | 16.44 | x     | x     | 16.44 |       |
| 19        | A     | Will Claye             | Estados Unidos  | x     | 15.73 | 16.41 | 16.41 |       |
| 20        | B     | Pablo Torrijos         | Espanha         | 15.85 | 15.73 | 16.32 | 16.32 |       |
| 21        | B     | Yordanis Durañona      | Dominica        | x     | 16.12 | 16.27 | 16.27 |       |
| 22        | A     | Samyr Lainé            | Haiti           | 16.23 | 16.15 | 16.12 | 16.23 |       |
| 23        | A     | Latario Collie-Minns   | Bahamas         | 16.10 | x     | 16.21 | 16.21 |       |
| 24        | A     | Xu Xiaolong            | China           | 15.97 | 16.19 | x     | 16.19 |       |
| 25        | B     | Roman Valiyev          | Cazaquistão     | x     | x     | 16.04 | 16.04 |       |
| 26        | A     | Jean-Cassimiro Rosa    | Brasil          | 15.97 | x     | 15.75 | 15.97 |       |
| 27        | B     | Muhd Hakimi Ismail     | Malásia         | 15.72 | 15.93 | x     | 15.93 |       |
| 28        | B     | Fabrice Zango Hugues   | Burquina Fasso  | x     | x     | x     | NM    |       |

### Final
A final ocorreu ás  19:10.
| Colocação         | Atleta                 | Nacionalidade   | # 1   | # 2   | # 3   | # 4   | # 5   | # 6   | Marca | Notas  |
| ----------------- | ---------------------- | --------------- | ----- | ----- | ----- | ----- | ----- | ----- | ----- | ------ |
| Medalha de ouro   | Christian Taylor       | Estados Unidos  | 16.85 | 17.49 | 17.60 | 17.68 | 17.22 | 18.21 | 18.21 | WL, AM |
| Medalha de prata  | Pedro Pablo Pichardo   | Cuba            | 17.52 | 17.44 | 17.60 | 17.33 | 17.52 | 17.73 | 17.73 |        |
| Medalha de bronze | Nelson Évora           | Portugal        | 17.28 | x     | 17.29 | x     | x     | 17.52 | 17.52 | SB     |
| 4                 | Omar Craddock          | Estados Unidos  | 17.14 | 17.08 | x     | 17.14 | 17.37 | 16.50 | 17.37 |        |
| 5                 | Lyukman Adams          | Rússia          | x     | 17.12 | 17.28 | x     | 17.21 | 17.23 | 17.28 |        |
| 6                 | Marian Oprea           | Roménia         | 17.06 | 16.23 | –     | –     | –     | x     | 17.06 |        |
| 7                 | Dmitriy Sorokin        | Rússia          | 16.99 | 16.38 | x     | x     | x     | x     | 16.99 |        |
| 8                 | Tosin Oke              | Nigéria         | 16.77 | x     | 16.81 | x     | x     | x     | 16.81 |        |
| 9                 | Godfrey Khotso Mokoena | África do Sul   | 16.57 | 16.76 | 16.81 |       |       |       | 16.81 |        |
| 10                | Leevan Sands           | Bahamas         | 16.68 | x     | 16.47 |       |       |       | 16.68 |        |
| 11                | Jonathan Drack         | Ilhas Maurícias | x     | 16.15 | 16.64 |       |       |       | 16.64 |        |
| 12                | Benjamin Compaoré      | França          | x     | x     | 16.63 |       |       |       | 16.63 |        |

Legenda
| Recorde mundial       | Recorde mundial (World record)               |                       | Recorde africano                      | Recorde africano (African) |                                           | Q | Classificado por posição (Qualified) |
| Recorde do campeonato | Recorde do campeonato (Championship record)  | Recorde da América    | Recorde da América (Americas)         | q                          | Classificado por melhor tempo (Qualified) |   |                                      |
| Melhor marca do ano   | Melhor marca do ano (World leading)          | Recorde asiático      | Recorde asiático (Asian)              | DNS                        | Não largou (Did not start)                |   |                                      |
| Recorde nacional      | Recorde nacional (National record)           | Recorde europeu       | Recorde europeu (European)            | DNF                        | Não terminou (Did not finish)             |   |                                      |
| Recorde pessoal       | Recorde pessoal do atleta (Personal best)    | Recorde da Oceania    | Recorde da Oceania (Oceania)          | DSQ / DQ                   | Desclassificado (Disqualified)            |   |                                      |
| Recorde da temporada  | Recorde da temporada do atleta (Season best) | Recorde sul-americano | Recorde sul-americano (South America) | NM                         | Sem marca (No mark)                       |   |                                      |